# 娘細胞
娘細胞（じょうさいぼう/むすめさいぼう、嬢細胞、英: daughter cell）は、細胞分裂の結果として生じる2つ以上の細胞のこと。
細胞分裂する前の細胞を対義的に母細胞（ぼさいぼう）と呼ぶ。
ただし、出芽酵母など、「出芽」と呼ばれる極端な不等分裂をする細胞の場合、出てくる芽に当たる細胞のみを娘細胞と呼び、芽を出す方を（出した後を含めて）母細胞と呼ぶ。